# Кюрдистански евреи
Кюрдистанските евреи (също лахлухи, захо или асирийски евреи; на иврит: יהודי כורדיסטאן) са еврейска етническа група, обитавала в миналото историческата област Кюрдистан – части от съвременните Ирак, Иран, Турция и Сирия.
Кюрдистанските евреи използват арамейски и донякъде кюрдски език, а битът и културата им са сходни с тези на местното кюрдско и асирийско население. През 40-те и 50-те години на XX век почти всички кюрдистански евреи се изселват в Израел, където броят на техните потомци се оценява на около 200 хиляди души.